# Antena de Oro 1972
L'Edició dels Premis Antena de Oro, concedits per la Federació d'Associacions de Professionals de Ràdio i Televisió el 29 de maig de 1973 però corresponents al 1972, va guardonar:

## Televisió
- Juan Antonio Fernández Abajo.
- Camilo Castro
- Federico Volpini.
- Rafael García Marín
- Luis de la Plaza
- Javier Alonso Lennar
- Juan Muñoz García,
- Juan Antonio Verdugo,
- Datos para un informe.
- Estudio 1.
- La pantera rosa
- Camilo Castro

## Radio
- Encarna Sánchez
- Rafael Barbosa Labar.
- Ramiro Martínez Anido.
- Josep Lluís Surroca (Barcelona)
- Guillermo Palau (Melilla)
- Fernando Forner.
- Juan Palacios Guerrero,
- Nassan Ali (El Aaiun)
- Emilio Díaz (La Coruña)
- José Fernández Manzano (Ferman)
- Carmen Mendoza
- José Mira Galiana (Alacant)
- Carlos González Madroño (tècnic de ràdio de Madrid)
- José Márquez Brasetti (tècnic de ràdio de Màlaga)
- Eduardo Sotillos, de RNE.

## Honorífiques
- Carlos Alcaraz Quintana
- Félix Fernández Shaw
- Adolfo Parra
- Festival Internacional de la Cançó de Benidorm